# Joann Formosa
Joann Formosa (nascida em 19 de fevereiro de 1961) é uma ginete paralímpica australiana.
Representou a Austrália nos Jogos Paralímpicos de Verão de 2012 em Londres, onde conquistou a medalha de ouro no individual Ib. Foi condecorada com uma Medalha da Ordem da Austrália na lista anual de Honras do Dia da Austrália como reconhecimento pelo "serviço ao esporte como medalhista de ouro nos Jogos Paralímpicos de Londres 2012".

## Vida pessoal
Joann nasceu em 1961 e atualmente reside na pequena cidade do interior do estado da Vitória, Broadford, onde estudou arte.
Joann tem danos nos nervos da coluna vertebral, causados por um acidente após tentar abrir um portão enquanto estava montada num cavalo. Ela consegue andar com a ajuda de muletas, apesar de não ser independente e requer assistência da equipe de enfermagem dos Serviços de Saúde da Comunidade Mitchell. Joann tem alergias a substâncias, incluindo a ração para cavalo e o feno.